# Кумеляускас, Тадас
Тадас Кумеляускас (лит. Tadas Kumeliauskas, родился 11 декабря 1990 года в Электренае) — литовский хоккеист, центральный нападающий. В настоящее время игрок казахстанского клуба «Сарыарка», выступающего в ВХЛ. Младший брат Донатаса Кумеляускаса.

## Карьера

### Клубная
Хоккеем занимается со второго класса благодаря рекомендации своего старшего брата Донатаса и личному приглашению тренера. В основной команде Электреная «Энергия» выступал с 14 лет, однако для повышения уровня квалификации отправился в Латвию, в город Лиепая, где вступил в ряды местного «Металлурга». Провёл в сезоне 2006/2007 15 игр за латышских «металлургов», набрав 5 очков (гол плюс 4 голевых передачи). В 2007 году уехал за океан в американский клуб «Довер Сивулфз», в составе которого сыграл 21 матч и набрал рекордные для себя 68 очков (35 шайб плюс 33 голевые передачи), однако посчитал уровень чемпионата слишком слабым и вернулся в Литву.
Окончив школу в мае 2008 года, официально вступил в состав «Энергии», а затем через год пошёл снова на повышение и приехал в Россию выступать за петербургский «ХК ВМФ». В составе питерского клуба сыграл 23 матча и набрал 8 очков, а также провёл две встречи в плей-офф. Поскольку Тадас играл по туристической визе, ему пришлось её постоянно продлевать, а вскоре ему вообще отказались выдавать разрешение на работу. Из-за этих бюрократических проблем литовец покинул состав российской команды и приехал в Казахстан.
За день до дебюта в клубе он серьёзно заболел, однако всё-таки провёл свою первую игру на следующий день. В клубе выступал под номером 17, в котором играл ранее в других командах (также ему рекомендовал этот номер его брат). Из-за травмы вынужден был пропустить часть сезона 2011/2012.
После трёх сезонов в «Арыстане», в мае 2013 года перешёл в финский клуб ТПС. Сначала подписав пробный контракт, затем сроком на один год с возможностью продления ещё на один сезон.
По причине травм был вынужден завершить карьеру в 2016 году, однако после очередной операции в Германии смог восстановиться в ноябре 2017 года и проведя начало сезона в литовском клубе Хоккей Панкс (сыграв всего одну игру, в которой забросил 2 шайбы) заключил контракт с немецким клубом «Дрезднер Айслёвен» из второго дивизиона.

### В сборной
Выступал во всех юношеских и молодёжных сборных Литвы, сейчас выступает за национальную сборную. В составе юниорской команды завоёвывал один раз бронзовые медали, два раза серебряные медали и один раз выигрывал золото дивизиона B, становился также лидером по числу голевых передач и набранных очков на чемпионате мира. В составе молодёжной сборной выигрывал золотые медали в дивизионе B дважды и один раз серебряные медали, один раз стал самым ценным игроком чемпионата. Также завоёвывал титул лучшего бомбардира и лучшего форварда в сезоне 2009/2010. Участвовал в квалификации к зимним Олимпийским играм 2010 года.

## Награды
- Победитель первого дивизиона чемпионата мира 2018 года (сборная Литвы)

## Личная жизнь

### Семья
Отец работает на гидроэлектростанции, мать в супермаркете. Есть старший брат Донатас, также хоккеист.

### Другая деятельность
Некоторое время Тадас занимался дзюдо и даже ходил в художественную школу, однако предпочёл заниматься именно хоккеем.

### Увлечения и способности
Тадас владеет русским и английским языками. Увлекается музыкой (преимущественно иностранной), фильмами и веб-сёрфингом. Своим кумиром считает Дайнюса Зубруса.